# Деремезна
Деремезна́ — село в Україні, Обухівської міської громади, в Обухівському районі Київської області. Населення становить 331 особа. Відстань до райцентру становить понад 17 км і проходить шляхом місцевого значення.
Через Деремезну проходить одна із гілок Змієвих валів.
За адміністративним поділом XVIII cт. с. Деремезна відносилося до Білоцерківської округі Київського нам, з 1797 р. Васильківського пов. Київської губ
Метричні книги, клірові відомості, сповідні розписи церкви Різдва Пресвятої Богородиці с. Деремезна (приписне с.* Людвинівка) Васильківського пов. Київської губ. зберігаються в ЦДІАК України http://cdiak.archives.gov.ua/baza_geog_pok/church/dere_004.xml [Архівовано 11 грудня 2018 у Wayback Machine.]

## Географія
Селом тече річка Деремезянка.

## Відомі люди
- Мацієвич Костянтин Андріанович — член Української Центральної Ради, міністр закордонних справ УНР.
- Литвин Іван Іванович — відомий український художник, член Спілки художників України.